# Ésaü
Pour les articles homonymes, voir Ésaü (homonymie).
עשו
Ésaü [e.za.y] (en hébreu : עשו /e.'sav/ ; en arabe : عيسو, 'îsou) est un personnage de la Genèse. Il est fils d'Isaac et de Rébecca et le frère jumeau de Jacob.

## Récit biblique
Rebecca est enceinte de jumeaux : le premier à naître est Ésaü, talonné par son frère Jacob. Ésaü est donc l'aîné. Il est roux, et velu, portant comme une fourrure de bête.

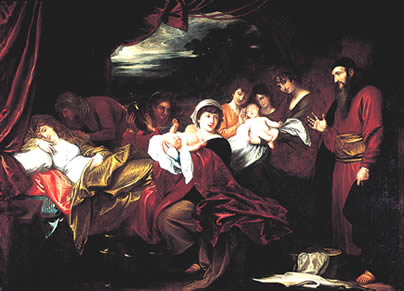
Benjamin West, Ésaü et Jacob présentés à Isaac.

En grandissant, Ésaü devient un chasseur de la steppe, endurci et aventureux, tandis que son frère cadet Jacob, solitaire et réfléchi, reste près du campement. Isaac préfère Ésaü, tandis que Rébecca préfère Jacob. Un jour, Ésaü rentre affamé d'une de ses chasses. Jacob, qui est en train de préparer la cuisine, ne consent à lui donner à manger qu'à la condition qu'il lui cède son droit d'aînesse. Ésaü accepte. Ésaü est alors appelé Édom,,.
Avant la bénédiction donnée à son frère Jacob par son père Isaac, Ésaü, âgé de quarante ans épouse Judith et Basmat deux Hittites. Toutes deux n'enfantent pas. Lorsque Isaac, devenu vieux et aveugle, veut bénir Ésaü avant de mourir, il lui demande de partir à la chasse pour lui préparer un repas, afin de pouvoir se régaler en le bénissant. Ésaü s'exécute et part en chasse. Jacob, aidé par sa mère, le trompe et se présente en premier devant son père, qui le bénit en pensant avoir affaire à Ésaü, et le fait chef de sa fratrie et héritier de ses biens,.
Lorsque Ésaü revient de sa chasse et se présente à son tour devant son père, il est trop tard. Isaac ne peut retirer la bénédiction donnée à Jacob. Il bénit tout de même Ésaü et lui prophétise qu'il s'affranchira de Jacob. Ésaü attend la mort d'Isaac pour pouvoir tuer Jacob. Grâce à Rébecca, ce dernier part vivre chez son oncle Laban pour épouser l'une de ses filles. Après la bénédiction donnée à son frère Jacob par son père Isaac et après le départ de Jacob allant chercher une femme en Paddan-Aram, Esaü comprenant l'importance du lien de parenté, part chez son oncle Ismaël prendre sa fille Mahalat et sœur de Nebayot. Celle-ci n'enfante pas. Il a également trois autres femmes : Ada, fille d'Elon le Hittite ; Oholibama fille d'Ana, fils de Sébéon le Hévéen et Basmat autre fille de son oncle paternel Ismaël et sœur de Nebayot . Ada enfante Eliphaz (en),, premier-né d'Ésaü, et Basmat fille d'Ismaël enfante Rêuel,. Oholibama fille d'Ana, lui donne trois fils : Jéhus, Jalam et Kora,,.
Après vingt années de services de Jacob pour son oncle Lâban,, Ésaü retrouve Jacob et lui fait comprendre qu'il lui a pardonné. Tous deux se sont considérablement enrichis dans l'intervalle. Dieu donne à Ésaü la région montagneuse de Séïr. Ésaü reçoit des messagers de Jacob alors qu'il s'installe au pays de Séïr dans la campagne d'Édom et part à la rencontre de Jacob avec quatre cents hommes. Jacob et tous les membres de sa famille se prosternent alors devant Ésaü, puis Ésaü et Jacob pleurent. Ésaü reçoit un cadeau de Jacob, puis repart vers la région de Séïr. Après le retour d'exil de Jacob, Ésaü s'installe définitivement au pays de Séïr. 
À la mort d'Isaac, âgé de cent quatre-vingts ans, Ésaü et Jacob enterrent ensemble leur père. Ésaü prend ses femmes, ses enfants, ses serviteurs, son troupeau et toute sa fortune, et part loin de son frère Jacob, la somme de leurs deux troupeaux étant trop importante pour être nourrie par un seul pays, pour aller s'établir dans la région montagneuse de Séïr, dont les habitants, appelés Horrhéens, en sont dépossédés et exterminés. Dans la grotte du champ de Makpéla, acquise comme propriété funéraire par Abraham auprès d'Ephron le Hittite, qui est le lieu de sépulture des patriarches, la tête d'Ésaü est posée sur la poitrine d'Isaac.

## Dans la tradition judaïque
La signification du nom « Ésaü » est incertaine. Cette incertitude transparaît aussi dans le récit biblique où les explications données pour son nom (« rouge » et « poilu ») ne se réfèrent pas étymologiquement à Ésaü mais à Édom et à Séïr. Ésaü est associé à Édom (hébreu : ’edôm : « rouge, roux ») et est considéré comme l'ancêtre des Édomites ou Iduméens (Gn 36,1.8).
Dans la tradition juive, Ésaü est le père des civilisations occidentales, notamment de l'Empire romain, dont la « descendance » est le christianisme. Actif et chasseur — le judaïsme interdit la chasse —, il symbolise la force physique sans compréhension, face à son frère Jacob, qui est étudiant et inactif. Ésaü se contente de lentilles. Et Jacob « prend » la force physique d'Ésaü grâce à son entendement.

## Dans la tradition islamique
La tradition islamique est également en accord avec le judaïsme concernant l'origine ethnique des Romains : ces derniers sont régulièrement surnommés « fils d'Isaac » (en arabe : Banî Is-hâq) par Mahomet, par les généalogistes arabes et par les historiens musulmans[réf. nécessaire]. Ils réfutent la vision manichéenne des Juifs à propos de la préséance des fils d'Israël et de l'égarement des fils d'Ésaü. Si les premiers furent guidés dans leur majorité, une bonne partie des fils d'Ésaü le furent également, comptant à ce titre un prophète d'envergure comme Job, arrière-petit-fils d'Ésaü, et dont il est prédit par l'Islam un rôle déterminant dans les événements de la Fin des Temps, en raison de leur fidélité à Jésus.

## Annexe